# Natalja Menold
Natalja Menold (* 1971) ist eine deutsche Sozialwissenschaftlerin mit den Forschungsschwerpunkt Methoden der empirischen Sozialforschung. Seit April 2019 ist sie Professorin an der Technischen Universität Dresden.

## Leben
Menold absolvierte zwischen 1995 und 2000 ein Studium der Psychologie an der Eberhard Karls Universität Tübingen und war in der Folge von 2001 bis 2004 wissenschaftliche Mitarbeiterin an der Universität Dortmund. Von 2002 bis 2006 war sie zudem Promotionsstipendiatin der Hans-Böckler-Stiftung und promovierte sich im Juli 2006 zum Dr. phil. an der Dortmunder Universität. Zwischen Januar 2007 und März 2019 arbeitete Menold als wissenschaftliche Mitarbeiterin bei GESIS – Leibniz-Institut für Sozialwissenschaften, wo sie als Projektberaterin (2008–2019) und wissenschaftliche Teamleiterin (2011–2019) fungierte. Im Sommersemester 2011 und anschließenden Wintersemester 2011/12 übernahm sie die Vertretung der Professur für Methoden der Politikwissenschaft am Institut für Politikwissenschaft der Justus-Liebig-Universität Gießen. Im Mai 2017 habilitierte sie an der Fakultät für Sozialwissenschaften der Universität Mannheim und erhielt dadurch die venia legendi für Sozialwissenschaftliche Methodenlehre.
Zum April 2019 folgte Natalja Menold dem Ruf auf die Professur für Methoden der empirischen Sozialforschung am Institut für Soziologie der Technischen Universität Dresden und wurde damit Nachfolgerin des emeritierten Soziologen und Wirtschaftswissenschaftlers Michael Häder.

## Mitgliedschaften (Auswahl)
- 2015–2019: Gründerin und verantwortliche Editorin der GESIS Survey Guidelines
- seit 2016: Gewähltes Mitglied der Beschwerdekammer des Rates der Deutschen Markt- und Sozialforschung
- seit 2017: Associate Editor of Survey Methods: Insights from the Field
- seit 2018: Mitglied des wissenschaftlichen Beirates des ifo-Bildungsbarometers

## Schriften (Auswahl)
- Wissensintegration und Handeln in Gruppen. Förderung von Planungs- und Entscheidungsprozessen im Kontext computerunterstützter Kooperation. Deutscher Universitäts-Verlag, Wiesbaden 2006, ISBN 978-3-8350-9146-7.
- mit Peter Winker und Rolf Porst: Interviewers’ deviations – impact, reasons, detection and prevention., Peter Lang, Frankfurt am Man 2013, ISBN 978-3-6316-3715-9.
- mit Tobias Wolbring: Qualitätssicherung sozialwissenschaftlicher Erhebungsinstrumente., Springer VS, Wiesbaden 2019, ISBN 978-3-658-24517-7.